# Farbe und Lack
Farbe und Lack (Eigenschreibweise: FARBE UND LACK) ist eine monatlich erscheinende Fachzeitschrift für die Lackindustrie, die vom Vincentz Network herausgegeben wird.
Farbe und Lack ist offizielles Organ der Fachgruppe Anstrichstoffe und Pigmente der Gesellschaft Deutscher Chemiker, der Schweizerischen Vereinigung der Lack- und Farbenchemiker (SVLFC) und des Verbandes der Ingenieure des Lack- und Farbenfaches (VILF). Im deutschsprachigen Raum ist die Farbe und Lack die wichtigste Fachzeitschrift für Lackfachleute.
Zielgruppe sind prinzipiell alle Mitarbeiter und Führungspersonen der Lackbranche inklusive Rohstoffherstellern und Lackverarbeitern. Neben den technisch orientierten Fachleuten werden durchaus auch kaufmännisch orientierte Mitarbeiter angesprochen. Die Zeitschrift passt somit optimal in das Portfolio des Vincentz Networks, der auch viele lackspezifische Fachbücher veröffentlicht hat.
Die Zeitschrift erschien erstmals 1893, damals noch mit dem Namenszusatz Zentralblatt der Farben- und Lackindustrie und des Handels. Unter dem Namen Lack- und Farben-Zeitschrift: Zentralorgan für d. gesamte Lack-, Farben-, Firnis- u. Leimfabrikation erschienen von April 1943 bis September 1944 sogenannte Kriegsausgaben, die in Berlin herausgegeben wurden. Mit Ausnahme des Jahres 1946 erschien die Farbe und Lack durchgehend. Ab 1979 kam der im zweijährlichen Rhythmus erscheinende Sonderband Farbe und Lack Adressbuch, seit 2007 Farbe und Lack Einkaufsführer, hinzu. Die Farbe und Lack Edition beinhaltet dagegen einzelne, in deutscher Sprache herausgegebene Fachbücher.

## Inhalt
Fachartikel
Inhaltlich werden Forschungs- und Entwicklungsthemen aus dem Lackbereich in mehrseitigen Fachartikeln behandelt, aber auch Themen aus den Bereichen Lackproduktion und Lackrohstoffen. Pro Ausgabe wird ein Thema schwerpunktmäßig behandelt, z. B. Pulverlack, Additive oder Wasserlack. Die Fachartikel werden meist von externen Fachleuten eingesendet und redaktionell überarbeitet.
Rubriken
Neben den Fachartikeln, die den Hauptteil der Zeitschrift ausmachen, finden sich folgende ständige Rubriken in der Zeitschrift:
- Lackmarkt – Artikel über Aktivitäten bekannter Lackhersteller (neue Werke, Firmenübernahmen) und Interviews mit Lackherstellern
- Lieferantenmarkt – Artikel über Aktivitäten bekannter Lieferanten und Interviews mit Rohstoffherstellern
- Rundruf – Interviews mit je drei aktuellen Fragestellungen an drei leitende Angestellte / Eigentümer verschiedener Lackhersteller
- Quer gelesen – Kurzberichte über veröffentlichte wissenschaftliche Arbeiten aus dem Lackbereich
- Verbände – Aktuelle Informationen aus den Lackverbänden SVLFC, VILF und VdL
- Akteure
  - Köpfe und Karrieren (vormals Akteure) – Kurzinformationen über Ereignisse prominenter oder vormals prominenter Personen der Lackbranche
  - Lack und Leben (vormals Lack lebendig) – Feuilletonistische Berichte über wichtige Personen der Branche[4][5]

In der Farbe und Lack werden darüber hinaus die meisten Anzeigen für technische Stellen in der Lackindustrie und verwandten Branchen veröffentlicht.
Lehrmaterial
Darüber hinaus wird Lehrmaterial in Form von ein- bis zweiseitigen Serien veröffentlicht. Beispiele für solche Serien sind
- Gesellenstück (Aufgabenstellungen für die Ausbildung zum Lacklaboranten)
- Tadellos (Ursachenanalyse bekannter Lackfehler)
- Die aktuelle Serie Im Lacklabor (Beschreibungen lackspezifischer Laborversuche)

Sonderthemen
Farbe und Lack veröffentlicht Vorberichte und Berichte über fachspezifische Messen und Kongresse (z. B. FATIPEC-Kongress, European Coatings Show, VILF-Jahrestagung)
Einmal jährlich ermittelt Farbe und Lack die Top 20 der deutschen Lackbranche aufgrund von Parametern wie Mitarbeiterzahl, Umsatz und Anteil lackspezifischer Geschäfte. Die Ergebnisse werden mit Kurzporträts der betroffenen Firmen in der Zeitschrift veröffentlicht.
In unregelmäßigen Abständen werden Marktstudien einzelner Lackabsatzmärkte veröffentlicht.

## Sonderausgaben
Farbe und Lack Einkaufsführer
In diesem einmal in zwei Jahren erscheinenden Sonderband werden gesammelte Informationen über Firmen veröffentlicht, die Rohstoffe für die Lackindustrie herstellen oder handeln. Neben Herstellerinformationen finden sich auch Informationen über Prüfinstitute und Hochschulen.
Die Ausgaben 1979 bis 2005 wurden unter dem Namen Farbe und Lack Adreßbuch veröffentlicht.

## Farbe-und-Lack-Preis
Seit 1989 wird der Farbe-und-Lack-Preis für herausragende wissenschaftliche Arbeiten auf dem Gebiet der Lackforschung an Nachwuchsforscher vergeben. Der Preis wurde bisher über 20 Mal vergeben. Der Siegerbeitrag wurde exklusiv veröffentlicht. Seit im Jahr 2009 kein geeigneter Preisträger gefunden wurde, wird der Sieger durch eine Internetabstimmung von Lesern der Zeitschrift ermittelt. Pro Monat wird ein Fachbeitrag von Nachwuchsautorinnen und -autoren veröffentlicht und auf der Website der Zeitschrift bewertet.